# Angstrem
Angstrem (Å) – jednostka długości równa 10−10 m. Angstrem nie jest w Polsce legalną jednostką miar; nie jest jednostką układu SI.

## Użycie
Służy do liczbowego wyrażania wartości bardzo małych długości, porównywalnych z rozmiarami atomów. Często stosowany w chemii i fizyce przy opisywaniu obiektów i zjawisk zachodzących w skali atomowej, gdzie posługiwanie się jednostkami układu SI wymagałoby używania ułamków (1 Å = 0,1 nm) lub liczbami rzędu setek (1 Å = 100 pm). Przykładowo promień van der Waalsa atomu wodoru wynosi 0,53 Å, a długość wiązania H−H w cząsteczkach H2 to 0,74 Å. Jednostka ta używana jest też do oznaczania długości fal promieniowania, np. widzialnego, ultrafioletowego, rentgenowskiego i in.

## Geneza
Nazwa angstrem pochodzi od nazwiska Andersa Jönasa Ångströma, szwedzkiego fizyka i astronoma, jednego z twórców astrofizyki i pioniera spektroskopii, który po raz pierwszy wprowadził tę jednostkę w 1868 roku.